# Move (álbum)
Move es el décimo álbum de estudio y el decimocuarto de la banda de rock cristiano, Third Day. Fue lanzado al mercado el 19 de octubre de 2010 bajo el sello discográfico Essential Records. El sencillo promocional del álbum, Lift Up Your Face, debutó en la radio en julio y alcanzó el puesto 15 en la lista de Christian Songs de Billboard.
La canción Make Your Move apareció el 11 de septiembre de 2010 en ESPN, en el partido de fútbol americano entre Alabama-Penn State.

Otra canción del álbum, Follow Me There, fue escogida como tema principal para Sarah Palin's Alaska, un show presentado por la candidata a la vicepresidencia, Sarah Palin.

## Lista de canciones

### Versión estándar
| N.º | Título                                              | Letras          | Música                                | Duración |  |
| 1.  | «Lift Up Your Face» (con The Blind Boys of Alabama) | Mac Powell      | Third Day/Bear Rineheart/Bo Rineheart | 4:33     |  |
| 2.  | «Make Your Move»                                    | Powell          | Third Day                             | 3:49     |  |
| 3.  | «Children Of God»                                   | Powell          | Third Day                             | 4:34     |  |
| 4.  | «Surrender»                                         | Mark Lee/Powell | Third Day                             | 4:52     |  |
| 5.  | «Trust In Jesus»                                    | Powell          | Third Day                             | 4:33     |  |
| 6.  | «Follow Me There»                                   | Powell          | Third Day                             | 3:32     |  |
| 7.  | «Everywhere You Go»                                 | Powell          | Third Day                             | 4:12     |  |
| 8.  | «What Have You Got To Lose?»                        | Powell          | Third Day                             | 3:30     |  |
| 9.  | «Sound Of Your Voice»                               | Lee/Powell      | Third Day                             | 4:01     |  |
| 10. | «I'll Be Your Miracle»                              | Powell          | Third Day                             | 4:28     |  |
| 11. | «Gone» (con Bear Rinehart de Needtobreathe)         | Powell          | Third Day                             | 3:31     |  |
| 12. | «Don't Give Up Hope»                                | Powell          | Third Day                             | 4:10     |  |

### Versión especial
- 1. Lift Up Your Face (4:33) - Con The Blind Boys of Alabama
- 2. Make Your Move (3:49)
- 3. Children of God (4:34)
- 4. Surrender (4:52)
- 5. Trust in Jesus (4:33)
- 6. Follow Me There (3:32)
- 7. Gone (3:31) - Con Bear Rinehart de Needtobreathe
- 8. What Have You Got To Lose? (3:30)
- 9. Everywhere You Go (4:12)
- 10. I'll Be Your Miracle (4:28)
- 11. Sound Of Your Voice (4:01) con Kerrie Roberts
- 12. Don't Give Up Hope (4:10)
- 13. Come On Down (Bonus Track) - 3:31
- 14. Lift Up Your Face (Moak Mix) [Bonus Track] - 4:24

## Recepción
El álbum tuvo una recepción en los críticos generalmente positiva. John DiBiase de Jesusfreakhideout dio al álbum un puntaje de 4.5/5, comentando que "Los momentos más suaves de Move nunca se sintieron lijados o sobreproducidos como para satisfacer a los radioescuchas matutinos" y que "Al final, Move muestra parte de lo mejor que Third Day puede ofrecer." Christian Paradise otorgó a Move un puntaje de 7.9/10.
Christianmusic dio al álbum 9.5 puntos de 10 indicando que "Musicalmente, Move ofrece canciones profundas, conmovedoras y fascinantes, aprovechando al máximo la influencia del rock en Third Day". Además el crítico denotó que "Para mí, lo que hace a este álbum tan especial es el mensaje gospel sin vergüenza y la voz de Mac Powell que nunca ha sido más apasionada".
El álbum debutó en el puesto #9 en el Billboard 200, vendiendo alrededor de 37 000 copias en la primera semana (poco en comparación a Revelation' que vendió más de 75 000 en la misma cantidad de tiempo).

## Posiciones en las listas

### Álbum
| Lista (2009)                   | Máxima posición |
| ------------------------------ | --------------- |
| Billboard 200                  | 9               |
| Billboard Rock Albums          | 3               |
| Billboard Digital Albums       | 10              |
| Billboard Top Christian Albums | 1               |

### Sencillos
| Año  | Canción             | Máxima posición | Máxima posición | Máxima posición |
| Año  | Canción             | Christian Songs | Christian CHR   | Christian AC    |
| ---- | ------------------- | --------------- | --------------- | --------------- |
| 2010 | "Lift Up Your Face" | 12              | 2               | 9               |
| 2010 | "Children of God"   | 4               | 12              | 4               |
| 2011 | "Make Your Move"    | 43              | 12              | —               |

- 1 Aún activa en listas

## Premios
El álbum ganó un Premio Dove en la categoría de Recorded Music Packaging of the Year en la entrega 42 de los premios Dove. También fue nominado por álbum de rock/contemporáneo del año y la canción "Lift Up Your Face" fue nominada como canción de rock/contemporáneo grabada del año.